# Топольні провулки
Топольні провулки — шість провулків у Шевченківському районі міста Львів, місцевість Збоїща. Пролягають у приватному секторі поблизу вулиці Топольної.

## Розташування
| Назва                  | Розташування                                                     | Координати початку                                                         | Координати кінця                                                           | Протяжність | Нумерація будинків  |
| ---------------------- | ---------------------------------------------------------------- | -------------------------------------------------------------------------- | -------------------------------------------------------------------------- | ----------- | ------------------- |
| 1-й Топольний провулок | від вулиці Топольної до вулиці Замарстинівської                  | 49°52′18.3″ пн. ш. 24°1′10.8″ сх. д. / 49.871750° пн. ш. 24.019667° сх. д. | 49°52′19.6″ пн. ш. 24°1′2.8″ сх. д. / 49.872111° пн. ш. 24.017444° сх. д.  | 195 м       | № 3, 5, 9, 9а       |
| 2-й Топольний провулок | від вулиці Гордієнка до кінця забудови                           | 49°52′19.5″ пн. ш. 24°1′10.6″ сх. д. / 49.872083° пн. ш. 24.019611° сх. д. | 49°52′25.1″ пн. ш. 24°1′9.8″ сх. д. / 49.873639° пн. ш. 24.019389° сх. д.  | 180 м       | № 3, 5, 6, 8, 12    |
| 3-й Топольний провулок | від вулиці Топольної до міської межі, далі переходить у путівець | 49°52′18.4″ пн. ш. 24°1′12.6″ сх. д. / 49.871778° пн. ш. 24.020167° сх. д. | 49°52′25.9″ пн. ш. 24°1′12.6″ сх. д. / 49.873861° пн. ш. 24.020167° сх. д. | 240 м       | № 3, 4, 5, 6, 8, 10 |
| 4-й Топольний провулок | від вулиці Топольної до кінця забудови                           | 49°52′18″ пн. ш. 24°1′16.5″ сх. д. / 49.87167° пн. ш. 24.021250° сх. д.    | 49°52′22.6″ пн. ш. 24°1′15.9″ сх. д. / 49.872944° пн. ш. 24.021083° сх. д. | 160 м       | № 2, 2а, 6, 6а, 7   |
| 5-й Топольний провулок | від вулиці Топольної до кінця забудови                           | 49°52′18″ пн. ш. 24°1′19.1″ сх. д. / 49.87167° пн. ш. 24.021972° сх. д.    | 49°52′24.3″ пн. ш. 24°1′18.7″ сх. д. / 49.873417° пн. ш. 24.021861° сх. д. | 170 м       | № 3, 4, 5, 5б, 7, 9 |
| 6-й Топольний провулок | від вулиці Топольної до кінця забудови                           | 49°52′18.5″ пн. ш. 24°1′23.1″ сх. д. / 49.871806° пн. ш. 24.023083° сх. д. | 49°52′25.3″ пн. ш. 24°1′23.2″ сх. д. / 49.873694° пн. ш. 24.023111° сх. д. | 240 м       | № 3, 9              |

## Історія та забудова
Провулки отримали офіційні назви 1958 року. Забудовані одноповерховими будинками 1930-х років у стилі конструктивізм та приватними малоповерховими садибами другої половини XX століття.
Наприкінці 6-го Топольного провулку восени 2013 року виявили таємне поховання жертв комуністичного режиму — спецкладовище львівської пересильної тюрми № 25. Навесні 2014 року на місці поховання проводилися розкопки та дослідження. За попередніми оцінками спеціалістів, це поховання може виявитися одним з найбільших у Львівській області.
Північніше вулиці Топольної (6-й Топольний провулок), поруч з школою № 81 розташовано одразу три окремі цвинтаря: старий Голосківський або Замарстинівський, що виник ще наприкінці XIX століття та закритий для поховань у 1950-х роках, а також позаду спортмайданчика школи розташовані поховання німецьких військовополонених. 